# Cedar Springs
Cedar Springs – miasto w Stanach Zjednoczonych, w stanie Michigan, w hrabstwie Kent.